# Hertog van Kent

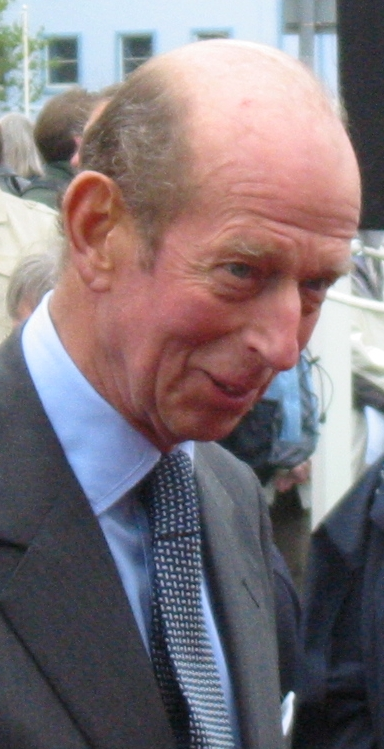
Edward van Kent

De titel hertog van Kent (en: Duke of Kent) is een Engelse dynastieke titel die sinds 1799 wordt toegekend aan koningszonen. 
De titel gaat terug naar het voormalige koninkrijk Kent, een van de Angelsaksische koninkrijken die later samen het koninkrijk Engeland vormden. In die tijd sprak men overigens van de graaf van Kent, een titel die in 1899 voor het laatst verleend werd aan Alfred van Saksen-Coburg en Gotha, hertog van Edinburgh. 
De titel hertog van Kent werd voor het eerst verleend in 1710 en wel aan de vooraanstaande hoveling Henry Grey. In 1799 werd de titel voor de tweede keer verleend, dit keer aan de vierde zoon van koning George III, Eduard August die de vader was van koningin Victoria. Omdat Eduard geen zonen had, werd de titel niet overerfd. Het hertogdom Kent bleef daarmee enkele jaren vacant.
In 1934 werd prins George, de vierde zoon van koning George V en koningin Mary, verheven tot hertog van Kent. Na diens dood erfde diens zoon Edward de titel. Hij is de huidige hertog van Kent. Diens oudste zoon George, is eerste in lijn voor de opvolging van het hertogdom. 

## Lijst van opvolging
Na de huidige hertog van Kent en diens zoon, komen de volgende personen in aanmerking voor de titel:
- Edward Windsor, lord Downpatrick, zoon van George Windsor
- Nicholas Windsor, jongste zoon van de huidige hertog van Kent
- Albert Windsor, zoon van de voorgaande
- Michael van Kent, jongste broer van de huidige hertog van Kent
- Frederick Windsor, zoon van de voorgaande